# Antocha pictipennis
Antocha pictipennis är en tvåvingeart som beskrevs av Alexander 1949. Antocha pictipennis ingår i släktet Antocha och familjen småharkrankar. Inga underarter finns listade i Catalogue of Life.